# شقيقان
شقيقان (فرنسي: Deux Frères, العربية: Two Brothers) هي عائلة 2004 فيلم المغامرة إخراج: جون جاك أنو. فهو يقع في حوالي نمرين الذين انفصلوا عن الأشبال وجمع شمل ثم في وقت لاحق سنوات. كومار، الذي هو واحد شجاع وكبار السن، و سانغا وهو شقيق أصغر سنا وخجولة.

## وصلات خارجية
- شقيقان على موقع IMDb (الإنجليزية)
- شقيقان على موقع ميتاكريتيك (الإنجليزية)
- شقيقان على موقع روتن توميتوز (الإنجليزية)
- شقيقان على موقع نتفليكس (الإنجليزية)
- شقيقان على موقع ألو سيني (الفرنسية)
- شقيقان على موقع Turner Classic Movies (الإنجليزية)
- شقيقان على موقع أول موفي (الإنجليزية)
- شقيقان على موقع بوكس أوفيس موجو (الإنجليزية)
- شقيقان على موقع فيلمافينيتي (الإسبانية)
- شقيقان على موقع قاعدة بيانات الأفلام السويدية (السويدية)

1. ↑  "معلومات عن شقيقان على موقع antoniogenna.net". antoniogenna.net. مؤرشف من الأصل في 2008-03-21.
2. ↑  "معلومات عن شقيقان على موقع tv.com". tv.com. مؤرشف من الأصل في 2016-08-01.
3. ↑  "معلومات عن شقيقان على موقع imdb.com". imdb.com. مؤرشف من الأصل في 2019-06-18.